# ふわっぴー
ふわっぴー（ラテン文字表記：Fuwappy）は埼玉県富士見市の公式マスコットキャラクター（ゆるキャラ）。富士見市から見える富士山をイメージしたデザインとなっている。

## 来歴
富士見市の市制40周年を契機にその記念事業の一環として、富士見市のイメージや知名度の向上を目的として制作された、富士見市育ちの子どもという設定のマスコットキャラクターである。キャラクターデザインは「富士見市と生きていくヒト」をコンセプトとして2011年にデザインと名前が公募され、選考委員会により143作品の中から第一次選考により6作品に絞り込まれ、6作品の人気調査を行った結果、市内で鶴馬に在住のイラストレーター兼ウェブデザイナーである石田裕子のデザイン画が採用されることとなった。作者は「大好きな富士見市に恩返しをしたい！」という想いで制作したという。
名前も公募を基に選考が行なわれ、呼びやすさや親しみやすさから「ふわっぴー」と命名された。2012年4月10日に制定され、同日の市制施行40周年記念式典にて初披露され、ミニッツワークス社により制作されたエア着ぐるみも公開された。
ゆる玉応援団の団員となっている。ふわっぴーは兄妹二人で構成されているが、二人で1つの団員№を共有しており、個別に団員№が割り振られていない。複数のキャラクターが1つの団員№を持つ例は、2023年10月時点でふわっぴーのみ。また、ラグビーワールドカップ2019を盛り上げる際に結成された「ゆる玉フィフティ〜ン」にも参加、赤と白のジャージを纏ったふわっぴーが披露された。
また、ももいろクローバーZのメンバーの有安杏果が富士見市出身だったことから、2016年5月に「富士見市PR大使」に就任され、その縁からももいろクローバーZとふわっぴーのコラボレーションが行なわれ 、全国初となる自治体キャラクターとコラボしたLINEスタンプなどの商品展開も行われている。
ふわっぴーは、2018年9月14日に商標登録されている（第6080167号）。

## キャラクター展開
制定以降はホームページや広報誌の表紙を飾るなどして活躍の場が増え、埼玉県の「けんこう大使」にも任命されている。
市役所の正面入口およびその周辺をはじめ、公園など市の公共施設を中心に看板やポスター、商店街の旗など、市内の至る所でふわっぴーを目にすることができる。
交通インフラ面では富士見市内循環バス『ふれあい号』のラッピングにふわっぴーがデザインされている。また、原動機付自転車用オリジナルデザインのナンバープレートにもデザインされている。
一部のマンホールにふわっぴーがデザインされ、下水道広報プラットフォーム発行のマンホールカードが発行されている。なお、マンホールは長島鋳物によるもので、同一デザインのミニマンホールはふるさと納税の市の返礼品のひとつになっている。
有価証券では、富士見市の姉妹都市であるセルビア共和国の風景とともにふわっぴーがデザインされた記念切手が、市内の他近隣市町の郵便局で発行された。富士見市のプレミアム付き商品券にも、ふわっぴーがデザインされている。
また、ゆるキャラグランプリや、ゆるキャラさみっとin羽生など市内外のイベントにも登場している。
2023年に公開された映画『翔んで埼玉 〜琵琶湖より愛をこめて〜』にも出演をしている。

## プロフィール
ふわっぴーは富士見市育ちの子どもという設定の双子の兄妹で、全身タイツを着たようなコスチューム（青色が兄で、赤色が妹）の人間の子供の姿をしている。冠雪した富士山の形をした頭部をトレードマークに、お腹に付けた星は富士見の市民を表していて、これに触った人の願いが叶うかもとされている。元気な笑顔で富士見市のPR活動を行っている。
- 名前 - ふわっぴー[23]（二人合わせての名前。個別の名前は不明）
- 年齢 - 4歳（二人とも）
- 住所 - 埼玉県富士見市
- 誕生日 - 「ふじみ」に因んで2月23日
- 好物は市内で採れた新鮮で瑞々しい梨
- 友達は市内のご当地キャラたち（なんばった、つるちゃん、うさみん、他[24]）
- お気に入りは家族と一緒にすごすことや、富士見市の自然で遊ぶこと。
- 好きな場所は富士見市の自然。普段は富士見市役所の2階にいる。
- 家族は三世代家族（父母および祖父母）で農業を営む一家である。
- ゆる玉応援団 - 団員№81（2012年入団）

## 歴史
- 2011年（平成23年）
  - 時期不明 - 市職員と市民参加により「富士見市マスコットキャラクター候補選考委員会」が結成された。
  - 9月 - 上旬ごろより作品の応募受付開始。
  - 10月11日 - 作品の募集締め切り。139名、143作品[注釈 3]の応募があった。
  - 10月19日 - 第一次選考を同月31日の両日（計2回）で実施、143作品から6作品を選定[5]。
  - 12月6日 - 第二次選考として富士見市マスコットキャラクター人気調査を同月26日にかけて実施。

- 2012年（平成24年）
  - 1月 - 政策会議にて人気調査の結果をもとに作品の最終選考、及び市民より提唱された名前の候補から名称の選定を実施。
  - 4月10日 - 富士見市のキャラクター「ふわっぴー」が制定。富士見市制40周年シンボルマークに採用され、記念式典にて初披露される。また、同月に富士見市の「けんこう大使」に任命される[23]。
  - 5月 - ゆる玉応援団の団員になる[23]。（団員№81）
  - 8月1日 - ふわっぴーの原動機付自転車用オリジナルナンバープレートが交付される[16]。
  - 11月27日 - タウンページ協賛ゆるキャラ(R)グランプリ2012にて2,210票を集め、総数865キャラクターのうち292位にランクイン[23][注釈 4]。

- 2013年（平成25年）
  - 11月24日 - ゆるキャラ(R)グランプリ2013にて4,623票を集め、総数1,580キャラクターのうち総合386位（ご当地348位）にランクイン。

- 2014年（平成26年）
  - 11月3日 - ゆるキャラ(R)グランプリ2014にて3,184票を集め、総数1,698キャラクターのうち総合485位（ご当地364位）にランクイン。

- 2015年（平成27年）
  - 11月23日 - ゆるキャラ(R)グランプリ2015にて2,257票を集め、総数1,727キャラクターのうち総合766位（ご当地510位）にランクイン。

- 2016年（平成28年）
  - 8月 「東松島夏祭り」にふわっぴーが登場する[1]。
  - 11月6日 - ゆるキャラ(R)グランプリ2016にて1,815票を集め、総数1,421キャラクターのうち総合699位（ご当地432位）にランクイン。

- 2017年（平成29年）
  - 4月 ももクロ春の一大事2017in富士見市が市内の第2運動公園にて開催、舞台装置にふわっぴーがあしらわれるなどした[8]。このライブイベントがふわっぴーとももクロとのコラボの契機となる[10]。
  - 9月16日 - 熊谷スポーツ文化公園陸上競技場にて開催された 『ゆる玉応援団〜君の名は!?〜』のイベントにふわっぴーが参加する[25]。
  - 10月25日 - 「ももクロ春の一大事2017in富士見市」を収録したBD＆DVDがリリースされ、店舗購入特典としてふわっぴーとももクロがコラボしたステッカーシートが配布された[26]。
  - 11月19日 - ゆるキャラ(R)グランプリ2017にて1,113票を集め、ご当地371位にランクイン。

- 2018年（平成30年）
  - 4月21日 - 「ももクロ春の一大事2018in東近江市」にて、富士見市とふわっぴーのPR活動が翌日にかけて行なわれた[27]。
  - 9月14日 - ふわっぴーが商標登録される。
  - 11月18日 - ゆるキャラ(R)グランプリ2018にて652票を集め、ご当地337位にランクイン。

- 2019年（平成31年／令和元年）
  - 4月20日 - 「ももクロ春の一大事2019in黒部市」にて、富士見市とふわっぴーのPR活動が翌日にかけて行なわれた[27]。
  - 11月1日 - 富士見市内循環バス『ふれあい号』にふわっぴーが全面ラッピングされる[15]。
  - 11月3日 - ゆるキャラ(R)グランプリ2019にてご当地243位にランクイン[28]。

- 2020年（令和2年）
  - 4月 - ももクロとふわっぴーのコラボLINEスタンプが制作される。自治体キャラクターとコラボしたももクロのLINEスタンプは全国初[10]。
  - 10月4日 - ゆるキャラ(R)グランプリ2020にて639票を集め、ご当地234位にランクイン[3]。

- 2021年（令和3年）
  - 4月 - 東京2020オリンピック・パラリンピック関連事業として、セルビア共和国の民族衣装を着たふわっぴーがお目見えする[29]。

- 2023年（令和5年）
  - 11月23日　映画「翔んで埼玉 〜琵琶湖より愛をこめて〜」が公開。他のゆるキャラたちとともに映画の一コマに出演している。

## 関連グッズ
グッズは富士見市地域活性化研究会（ふじみ☆ラボ）が作成および販売を行なっている。
過去にはふわっぴーとももクロがコラボしたクリアファイルの配布も行われていた。
なお、ふわっぴーを題材に市を舞台としたストーリーの創作絵本を制作中である。
- ステーショナリー[31]
- マスク
- ぬいぐるみ
- ぬいぐるみストラップ
- ストラップ
- ミニタオル
- LINEスタンプ
- チャリティポロシャツ[32]